# 渚恋生
渚恋生（なぎさ こいき，1998年9月14日—），日本AV女优、舞台剧演员。属于FUNSTAR PROMOTION公司。

## 经历
从事舞台演员后，2023年9月以《隐退后立即AV出道 渚恋生》作为AV女优出道。出道作品蓝光版在同年9月11日当周的FANZA邮购场排名第9位。 DVD版本则达到第一名。 下一周，即9月18日，DVD版排名第2，蓝光版本排名第一 。10月2日当周，蓝光版跌至第9位，但DVD版再次排名第1。 
同年9月18日，在FANZA视频排行榜中获得每周AV排行榜第1名，截至9月25日，仍保持第一。 10月2日当周排名第二 。
在FANZA郵購大廳，2023年9月月度AV女優排名中獲得第一名 。
关于她的过往，台湾有报道称“宝冢歌剧团退伍的櫻月乃愛” 。SOD Create 評論：“我們不會對相關女演員發表任何官方評論。”不過，業內人士證實與寶塚有關聯，並表示應該避免在父母家接受訪問。

## 作品

### 成人影片
- 退出娱乐圈后，立即AV出道 渚恋生（2023年9月26日交付，2023年10月26日发行， SOD Create）
  - 退出演艺圈后，立即AV出道 包含出道前珍贵片段的DVD套装（2023年10月26日发行， SOD Create）
- 藝能人突撃家訪 借出渚恋生無限次發射。（2023年10月24日配信、2023年11月23日发行， SOD Create）
- 藝能人 渚恋生 絕頂開發 一邊搖晃著敏感BODY，一邊享受著有史以來最好的高潮！巨根大絕頂（2023年12月21日发行， SOD Create）